# Кілдер (Оклахома)
Кілдер (англ. Kildare) — місто (англ. town) в США, в окрузі Кей штату Оклахома. Населення — 86 осіб (2020).

## Географія
Кілдер розташований за координатами 36°48′30″ пн. ш. 97°3′0″ зх. д. / 36.80833° пн. ш. 97.05000° зх. д. (36.808254, -97.049960).  За даними Бюро перепису населення США в 2010 році місто мало площу 0,37 км², уся площа — суходіл.

## Демографія
Згідно з переписом 2010 року, у місті мешкало 100 осіб у 36 домогосподарствах у складі 25 родин. Густота населення становила 272 особи/км².  Було 43 помешкання (117/км²).
Расовий склад населення:
| - 89,0 % — білих - 9,0 % — корінних американців |

До двох чи більше рас належало 2,0 %. Частка іспаномовних становила 3,0 % від усіх жителів.
За віковим діапазоном населення розподілялося таким чином: 29,0 % — особи молодші 18 років, 59,0 % — особи у віці 18—64 років, 12,0 % — особи у віці 65 років та старші. Медіана віку мешканця становила 41,5 року. На 100 осіб жіночої статі у місті припадало 85,2 чоловіків;  на 100 жінок у віці від 18 років та старших — 91,9 чоловіків також старших 18 років.
Середній дохід на одне домашнє господарство  становив 60 067 доларів США (медіана — 44 583), а середній дохід на одну сім'ю — 67 433 долари (медіана — 58 750). Медіана доходів становила 51 250 доларів для чоловіків та 32 500 доларів для жінок. За межею бідності перебувало 2,8 % осіб, у тому числі 0,0 % дітей у віці до 18 років та 0,0 % осіб у віці 65 років та старших.
Цивільне працевлаштоване населення становило 30 осіб. Основні галузі зайнятості: виробництво — 20,0 %, транспорт — 13,3 %, мистецтво, розваги та відпочинок — 13,3 %.